# Genesis Rock
Die Mondprobe 15415 – besser bekannt als Genesis Rock (deutsch Genesis-Stein) – ist eine vom Mond stammende Gesteinsprobe, die 1971 während der Mission Apollo 15 von dem Astronauten David Scott im Verlauf des zweiten Außenbordeinsatzes (EVA 2) aufgelesen wurde. Sie erhielt den Beinamen Genesis in Anspielung auf das 1. Buch Mose und die Schöpfungsgeschichte, da man sich von der Probe Erkenntnisse über die Entstehung des Mondes erhoffte. Das aus der alten Hochlandkruste stammende Mondgestein wird jetzt in der Lunar Sample Laboratory Facility in Houston aufbewahrt.

## Zusammensetzung

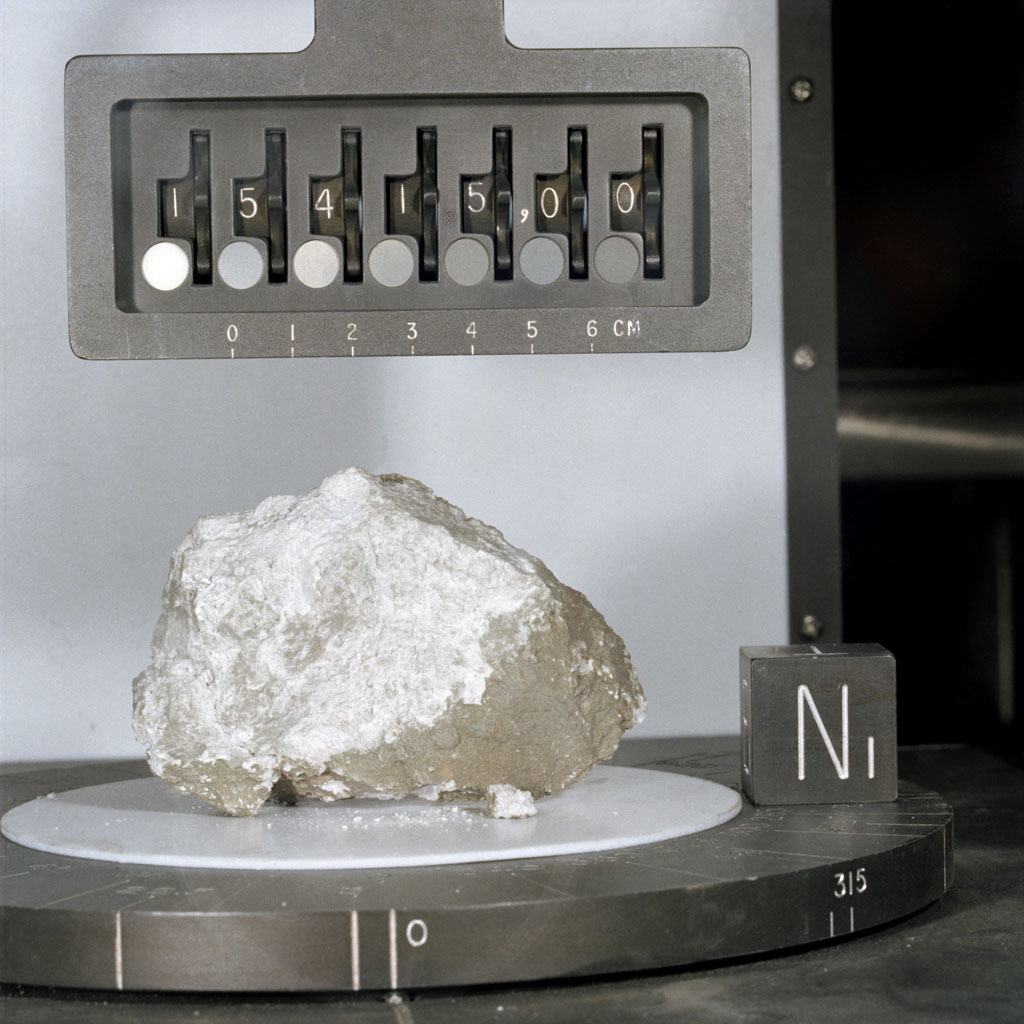
Der Genesis-Stein

Geochemische Analysen des 269,4 Gramm schweren Genesis-Steins zeigen, dass es sich um einen eisenhaltigen Anorthosit handelt, der überwiegend aus Plagioklas (Anorthit) aufgebaut wird. Anfangs wurde angenommen, dass er während der Entstehung des Sonnensystems vor 4,5 Milliarden Jahren gebildet worden war. Er wurde im Spur Crater, einem Mondkrater, neben ähnlichen Steinen gefunden.

### Petrographie und Mineralogie

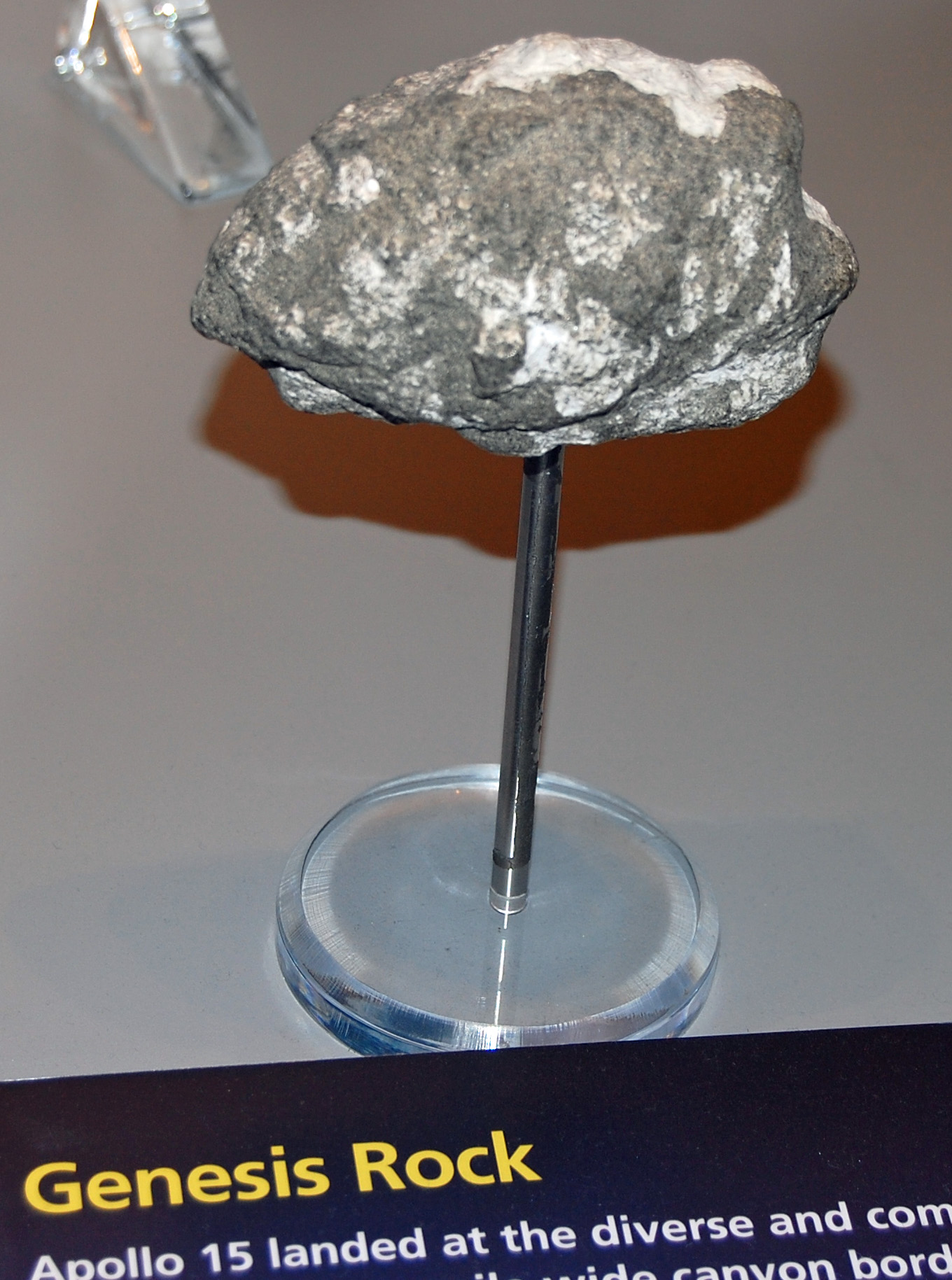
Nachbildung des Genesis Rock in der Astronaut Hall of Fame

Der Genesis Rock besteht zu 98 % aus Plagioklas, in dem diopsidische Pyroxene (Augite) eingeschlossen sind. Spurenweise treten Orthopyroxen, Ilmenit, Spinell, Olivin, Apatit und Kieselsäure auf. Die Plagioklase sind sehr Anorthit-reich (An96-97), ihre maximale Korngröße schwankt zwischen 18 und 30 Millimetern. Die Plagioklase zeigen sanft gerundete Korngrenzen und Tripelpunkte, an denen sich die Kristalle unter einem Winkel von 120° berühren, charakteristisch für metamorph überprägte Gefüge. Die winzigen diopsidischen Augite (Korngröße um 0,1 Millimeter) bilden nicht nur Einschlüsse, sondern auch Polygone an Korngrenzen und Septen zwischen großen Plagioklasen. Die Pyroxene zeigen Entmischung zwischen Pigeonit und Orthopyroxen. Letzteres kann auch als vereinzelte Körner erscheinen, deren Kristallstruktur ein letztmaliges Aufheizen auf 500 bis 600 °C nahelegen.
Die Plagioklase sind nicht zoniert und enthalten nur geringe Anteile von MgO und FeO. Verzwillingungen erfolgten nach dem Albit- und dem Periklingesetz. Manche Bereiche sind kataklastisch verformt, milde Schockeffekte sind durch Versätze an den polysynthetischen Zwillingslamellen erkennbar.
Die Pyroxene sind mehrheitlich Kalzium-reiche, diopsidische Augite der Formel Wo46En39Fs16. Sie enthalten dünne Hypersthen-Lamellen und Hypersthen-Bereiche mit der Formel Wo2,5En58Fs39,5 (Kalzium-arm). Im Außenbereich der Pyroxenkörner finden sich Spuren von Ilmenit.
Anhand des hohen Anorthitgehaltes der Plagioklase und der relativ eisenreichen Zusammensetzung der Kalzium-armen Pyroxene kann der Genesis Rock somit als eisenreicher Anorthosit klassifiziert werden.

### Chemismus
In der folgenden Tabelle sind geochemische Analysewerte für den Genesis Rock und dessen Plagioklase angegeben:
| Oxid  | Gestein (Gew. %) | Plagioklas (Gew. %) |    | Spurenelement | Gestein (ppm) | Plagioklas (ppm) |
| ----- | ---------------- | ------------------- | -- | ------------- | ------------- | ---------------- |
| SiO2  | 44,93            | 43,20 – 44,80       | Sc | 0,4 – 0,437   | 0,12 – 0,27   |                  |
| TiO2  | 0,016 – 0,025    | 0,007 – 0,009       | Cr | 19 – 63       | 1 – 8,5       |                  |
| Al2O3 | 35,71            | 34,50 – 37,00       | Co | 0,19 – 0,26   | 0,012 – 0,358 |                  |
| FeO   | 0,199 – 0,202    | 0,08 – 0,16         | Sr | 172 – 202     | 141 – 246     |                  |
| MgO   | 0,16 – 0,53      | 0,042 – 0,071       | Ba | 6 – 6,5       | 6 – 22        |                  |
| CaO   | 20,57 – 21,00    | 19,34 – 20,10       | La | 0,118 – 0,210 | 0,120 – 0,391 |                  |
| Na2O  | 0,356 – 0,384    | 0,22 – 0,375        | Eu | 0,805 – 0,820 | 0,740 – 1,290 |                  |
| K2O   | 0,014 – 0,017    | 0,01 – 0,05         | Nd | 0,175 – 0,200 | 0,265         |                  |

Bei den Seltenen Erden ist die ausgeprägte, positive Europium-Anomalie bemerkenswert (zwanzigfacher Chondritwert).

## Alter
Wurde ursprünglich noch angenommen, dass der Genesis Rock als ursprüngliches Mondkrustengestein anzusprechen ist, so ergaben später erfolgende Altersbestimmungen nur 4000 ± 100 Millionen Jahre BP (die Argon-Methode erbrachte Alter, die zwischen 4090 und 3910 Millionen Jahre BP schwankten). Das Gestein war also jünger als das Entstehungsalter des Mondes (4533 Millionen Jahre BP) und hatte sich erst nach Erstarren der Mondkruste gebildet. Der Genesis Rock ist trotzdem eine sehr alte Gesteinsprobe, die noch während der pränektarischen Periode kristallisierte.
Altersbestimmungen an Pyroxenen anderer Anorthositproben lassen inzwischen mittels der Samarium-Neodym-Datierung auf ein Kristallisationsalter von 4460 Millionen Jahren BP schließen. Dieses Alter ist rund 100 Millionen Jahre jünger als der Zeitpunkt der Entstehung des Sonnensystems.
Nach seiner Entstehung war der Genesis Rock mehrmals kosmischen Radionukliden ausgesetzt gewesen. Insgesamt ergab sich anhand von 38Ar eine Verweildauer von rund 100 Millionen Jahren und anhand von 81Kr 104 Millionen Jahre. Ferner wurde festgestellt, dass das Handstück durch Diffusion 98 % seines 3He und 40 % seines 40Ar verloren hatte.